# هری ادواردز (بازیکن فوتبال انگلستان)
هری ادواردز (انگلیسی: Harry Edwards؛ زادهٔ ۱۸۷۰) بازیکن فوتبال اهل بریتانیا است.
از باشگاه‌هایی که در آن بازی کرده‌است می‌توان به باشگاه فوتبال دربی کانتی، باشگاه فوتبال کاونتری سیتی، باشگاه فوتبال بیرمنگام سیتی، باشگاه فوتبال واتفورد، و باشگاه فوتبال لستر سیتی اشاره کرد.